# Diecezja Bengaluru
Diecezja Bengaluru – diecezja Malankarskiego Kościoła Ortodoksyjnego z siedzibą w Bengaluru w stanie Karnataka w Indiach. Obejmuje stany Karnataka oraz Andhra Pradesh, a także trzy parafie w Zjednoczonych Emiratach Arabskich - Al-Fudżajra, Ras al-Chajma i Dibba. W jej skład wchodzi 21 parafii i jeden ośrodek duszpasterski.
Została erygowana 1 kwietnia 2009 poprzez wydzielenie części terenu diecezji Madras.

## Biskupi
- Abraham Mar Seraphim (od 2010)